# Minos
Pour les articles homonymes, voir Minos (homonymie).
Dans la mythologie grecque, Minos (en grec ancien Μίνως / Mínôs), fils de Zeus et d'Europe (la fille d’Agénor), est un roi légendaire de Crète. Son nom a été donné à la civilisation minoenne, qui fleurit en Crète au cours du IIe millénaire av. J.-C.

## Étymologie
« Minos » a souvent été interprété comme le mot crétois pour « roi », ou, par une interprétation évhémériste, le nom d'un roi particulier qui a ensuite été utilisé comme titre.
Une autre possibilité est que Minos et ses proches seraient dramatis personae dans un « mythe astronomique » local. Telephassa (la grand-mère de Minos) signifie « celle qui brille au loin » ; Pasiphaé (une fille du dieu Soleil Helios et épouse de Minos) signifie « celle qui brille pour tous » ; Phèdre (la fille de Minos et de Pasiphaé) signifie « brillante, rayonnante » — tous les trois contenant une racine proto-indo-européenne tangible *bheh2- « briller, luire », qui, en grec, donne φαής phaés « lumière » et des mots apparentés. Le nom de Minos signifierait alors une divinité lunaire dans ce contexte,, ainsi reliée à plusieurs mots pour un dieu lune dans les langues indo-européennes.

## Mythe
Minos naît en Crète avec ses frères Rhadamanthe et (selon les auteurs) Sarpédon. Il est élevé par Astérion, roi de l'île, à qui Zeus avait confié Europe. D'après le pseudo-Apollodore, il se dispute dans sa jeunesse avec son frère et ses sœurs pour l'amour d'un garçon, Milétos (ou Atymnios).

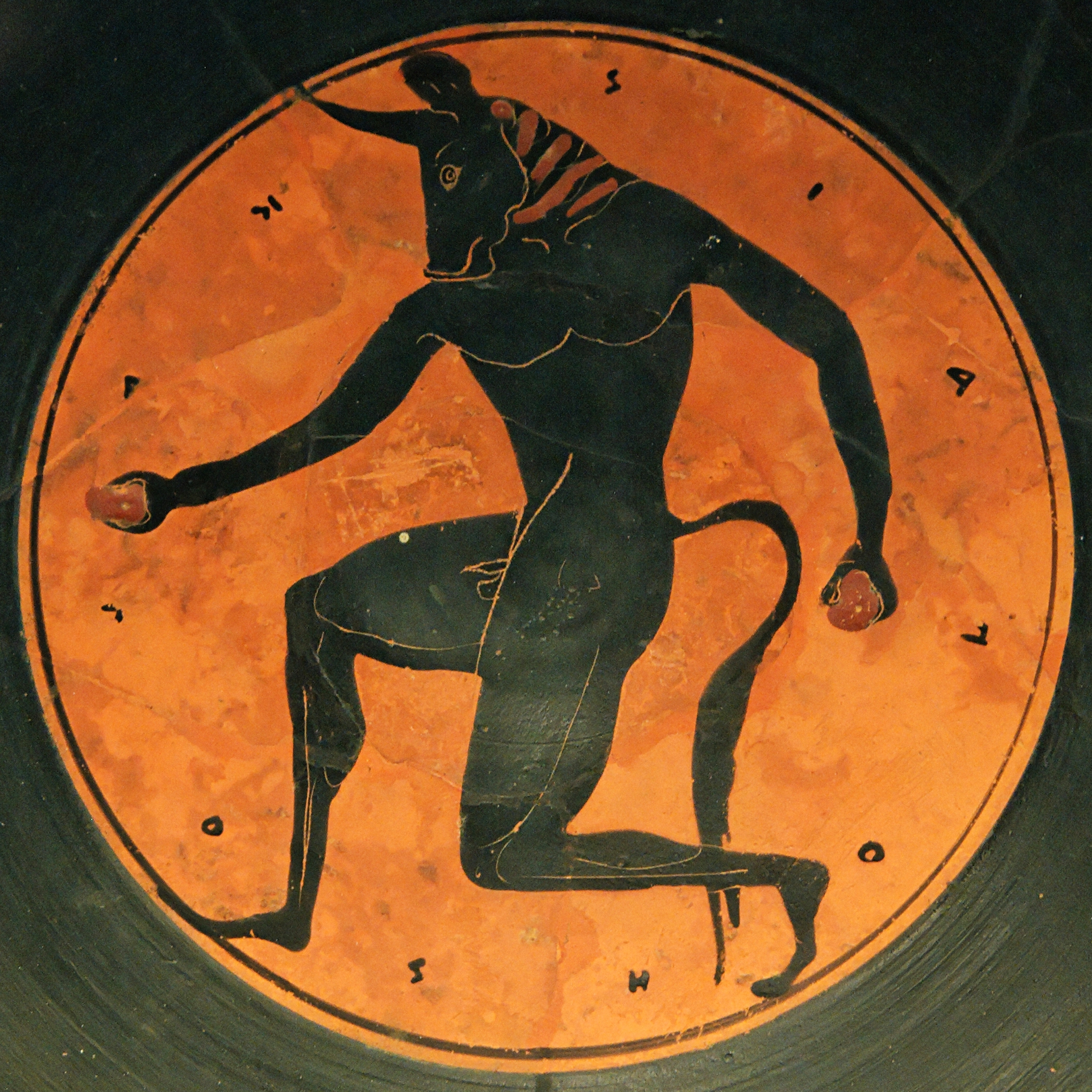
Représentation du Minotaure, que Minos fit enfermer dans le Labyrinthe de Dédale.
Médaillon d'un kylix attique bilingue. Musée archéologique national de Madrid.

À la mort d'Astérion, il reçoit le trône de Crète ; il écarte alors ses frères du pouvoir. Il se marie avec Pasiphaé, fille d'Hélios. Il a pour enfants Ariane, Phèdre, Deucalion, Androgée, Glaucos, Catrée, Acacallis et Xénodicé.
Il a également des enfants illégitimes :
- Euxanthios (avec Dexithéa) ;
- Eurymédon, Néphalion, Chrysès, Philolaos (avec Paria).

Il est souvent représenté en roi et prêtre de Zeus, venu du mont Ida avec les Dactyles. Parfois on distinguait deux Minos : l'un, fils de Zeus, législateur du monde crétois et juge des Enfers grecs ; l'autre, fils de Lycaste et petit-fils ou descendant de Zeus, ayant également régné sur le monde crétois. Un Minos serait mort en Sicile d'après Diodore où l'on voyait son tombeau, alors qu'il poursuivait Dédale. Une autre tradition assure qu'il serait mort à Kamikos, surpris dans son bain par les filles du Roi Cocalos roi de Sicile, qui l'auraient étouffé. Ces deux événements peuvent être confondus, puisqu'on se demande si les deux personnages ne forment pas qu'un seul et même Minos. Les poètes l'ont déifié pour la vigueur avec laquelle il réprimait la piraterie dans les mers de Grèce.

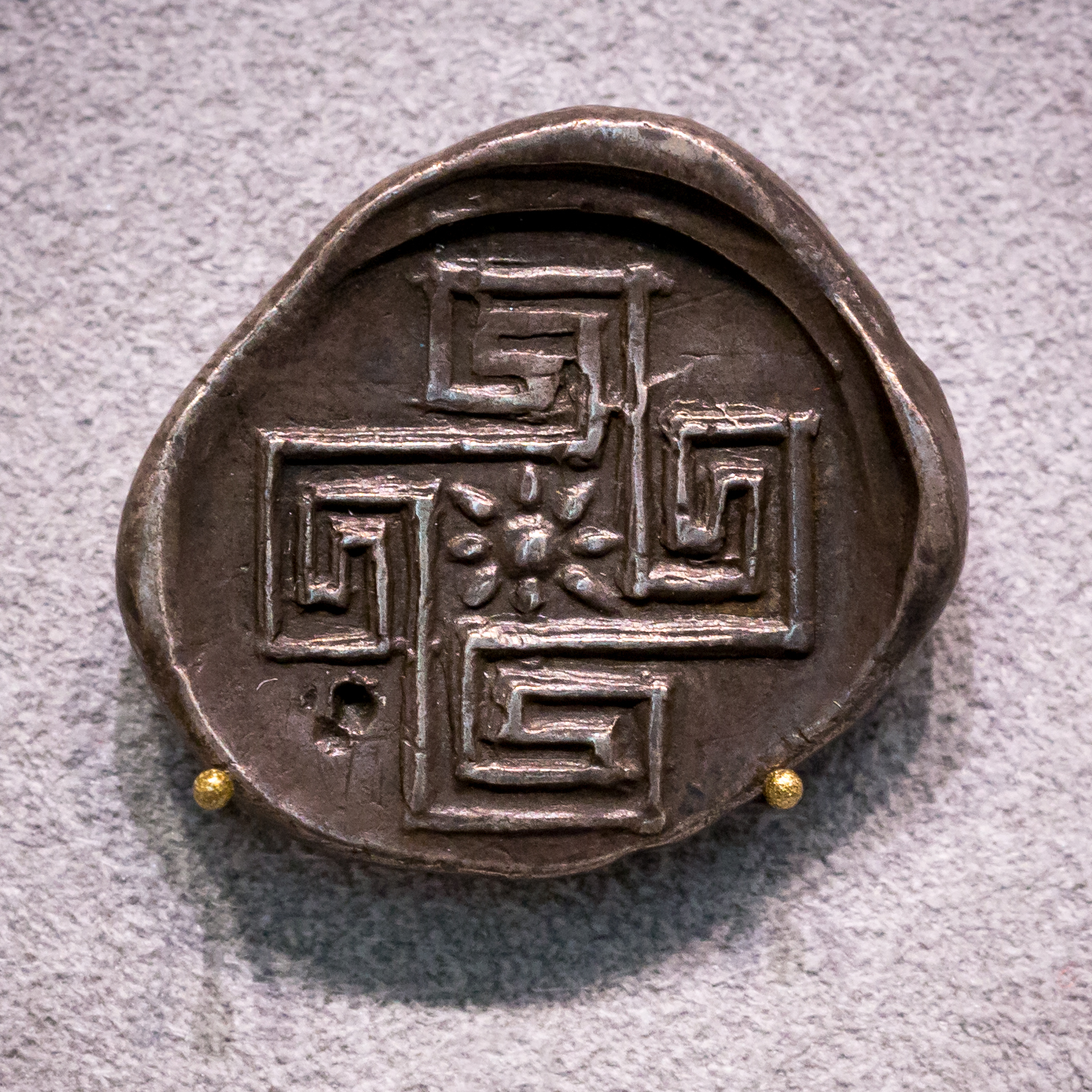
Statère. Labyrinthe (en forme de croix). Cnosos - ΚΝΩΣΟΣ, ca. 330-300, Berlin, Münzkabinett der Staatlichen Museen, Altes Museum.

Selon le mythe, désireux de montrer à son peuple le crédit dont il jouissait auprès des dieux, Minos pria Poséidon de faire surgir de la mer un superbe taureau, lequel lui serait aussitôt sacrifié. Poséidon répondit à cette demande en lui envoyant un magnifique taureau blanc que Minos trouva si beau qu'il décida de tromper le dieu : il épargna le taureau qu'il plaça parmi son troupeau et immola une autre bête. Courroucé par l'imposture de Minos, Poséidon anima le taureau de fureur et lui fit dévaster les terres de Crète. En outre, il inspira à Pasiphaé, l'épouse du roi, un amour passionné pour l'animal. La reine alla trouver Dédale pour solliciter son aide. L'architecte fabriqua une vache de bois creuse de manière que Pasiphaé puisse y prendre place et s'accoupler avec le taureau. De cette union naquit le Minotaure, une créature à tête de taureau, et au corps d'homme. Minos, suivant les conseils de certains oracles, confia à Dédale la construction du Labyrinthe, dans lequel il fit enfermer le monstre.
Après la mort d'Androgée, Minos assiégea Athènes et, victorieux, réclama, en guise de tribut, l’envoi de sept jeunes garçons et sept jeunes filles d'Athènes pour servir de pâture au Minotaure chaque année. Le héros Thésée, fils du roi d'Athènes, Égée, fut tiré au sort pour faire partie du tribut annuel. Avec l'aide d’une des filles de Minos éprise de lui, Ariane, il parvint à tuer le monstre, puis à sortir du labyrinthe. Minos, tenant Dédale pour responsable de cette fuite, le fit enfermer avec son fils Icare dans le labyrinthe, d'où ils s’échappèrent grâce aux ailes que Dédale fabriqua.
Dédale se réfugie en Sicile auprès de Cocalos, le roi de la ville de Camicos, qui appartient au peuple des Sicanes. Minos le poursuit là-bas où Cocalos, pour sauver Dédale, fait ébouillanter Minos dans son bain par ses filles.
De son règne reste l'image d'un souverain juste et bon, que son père prenait souvent comme conseiller ou confident. Après sa mort, il devint juge des Enfers avec Rhadamanthe et Éaque. Il s'occupe tout spécialement des gens faussement accusés.

## Représentations artistiques
Sur les pièces de monnaie crétoises, Minos est représenté comme vêtu d'un diadème, barbu, aux cheveux bouclés, hautain et digne, comme les portraits traditionnels de son père, Zeus. Sur les vases peints et les bas-reliefs de sarcophage, il est montré fréquemment avec Éaque et Rhadamanthe comme juges des enfers et en relation avec le Minotaure et Thésée. Lucien de Samosate le fait apparaitre dans les Dialogues des morts.

### Sources
- Pseudo-Apollodore, Bibliothèque [détail des éditions] [lire en ligne] (III, 1, 1-2).
- Catalogue des femmes [détail des éditions] (fr. 19).
- Diodore de Sicile, Bibliothèque historique [détail des éditions] [lire en ligne] (V, passim).
- Ovide, Métamorphoses [détail des éditions] [lire en ligne] (VII, VIII, IX).
- Virgile, Énéide [détail des éditions] [lire en ligne] (VI).
- Platon, Gorgias [détail des éditions] [lire en ligne] Platon (523-524).
- (en) Timothy Gantz, Early Greek Myth, Johns Hopkins University Press, 1993 [détail de l’édition], p. 269-275.